# Dragozetići
Dragozetići es una localidad de Croacia en la ciudad de Cres, condado de Primorje-Gorski Kotar.

## Geografía
Se encuentra a una altitud de 281 m s. n. m. a 222 km de la capital nacional, Zagreb.

## Demografía
En el censo 2011 el total de población de la localidad fue de 20 habitantes.
| Gráfica de población de Dragozetići 1857-2011                       |
|                                                                     |
| Según los censos de población de la oficina estadística de Croacia. |